# SN 2010eq
SN 2010eq – supernowa odkryta 31 maja 2010 roku w galaktyce A153447+0205. W momencie odkrycia miała maksymalną jasność 17,60m.